# Francisco García-Valdecasas
Francisco García-Valdecasas Santamaría, né en 1910 à Cordoue et mort le 22 janvier 2005 à Barcelone, est un universitaire espagnol.
Il est recteur de l'université de Barcelone entre 1965 et 1969, et siège pendant la même période aux Cortes de l'Espagne franquiste.
Il est le père de Julia García-Valdecasas.